# Matthias Ecke
Matthias Ecke (ur. 12 kwietnia 1983 w Meerane) – niemiecki polityk, poseł do Parlamentu Europejskiego IX i X kadencji.

## Życiorys
Studiował na Uniwersytecie w Lipsku i Uniwersytecie Karola w Pradze, w 2009 uzyskał magisterium z nauk politycznych, ekonomii i dziennikarstwa. W 2021 został absolwentem administracji publicznej w Hertie School w Berlinie. Pracował m.in. jako konsultant w ministerstwie gospodarki, pracy i transportu Saksonii.
Wstąpił do Socjaldemokratycznej Partii Niemiec. Odpowiadał za politykę europejską w strukturach młodzieżówki Jusos. W październiku 2022 objął mandat deputowanego do Parlamentu Europejskiego IX kadencji, zastępując w nim Constanze Krehl. Przystąpił do grupy Postępowego Sojuszu Socjalistów i Demokratów. Z powodzeniem ubiegał się o poselską reelekcję w 2024.